# Яскевич Микола Іванович
Микола Іванович Яскевич (* бл. 1870 — † після 1918, Київ) український архітектор; працював у Києві на межі XIX—XX ст. у стилі неоренесансу і необароко, пізніше — модерну.

## Творчий та життєвий шлях
Біографічних відомостей про архітектора збереглося дуже мало.
Навчався в Київському реальному училищі (1885).
1893 року він закінчив інститут цивільних інженерів як один із найуспішніших студентів.
Після завершення навчання вступив до Київського губернського правління на посаду молодшого губернського архітектора будівельного управління, а 1899 року звільнився із цієї роботи і перейшов на посаду інспектора Страхового товариства, яку обіймав до 1908 або 1909 року.
Водночас, у 1900-і роки був членом правління Вільного пожежного товариства, а у 1910-11 роках — членом міської комісії з обліку нерухомого майна по Старокиївській дільниці.
Саме на рубіж 19 — 20 століть припадає найбільш активний період його творчості.
1914 року працював міським інженером у Єлисветградській міській управі, того ж року був звільнений.
Після звільнення отримав призначення начальником гідрозагону Управління Гідротехнічних робіт Армій Південно-Західного фронту на Галицькому фронті, був поранений у ногу, отримав контузію, на фронті перебував до кінця 1917-початку 1918 року.
Після участі у війні повернувся до Києва, подальша доля наразі не встановлена.
За власноруч складеним переліком, спроектував або керував будівництвом 32 будинків у Києві.

## Роботи у Києві

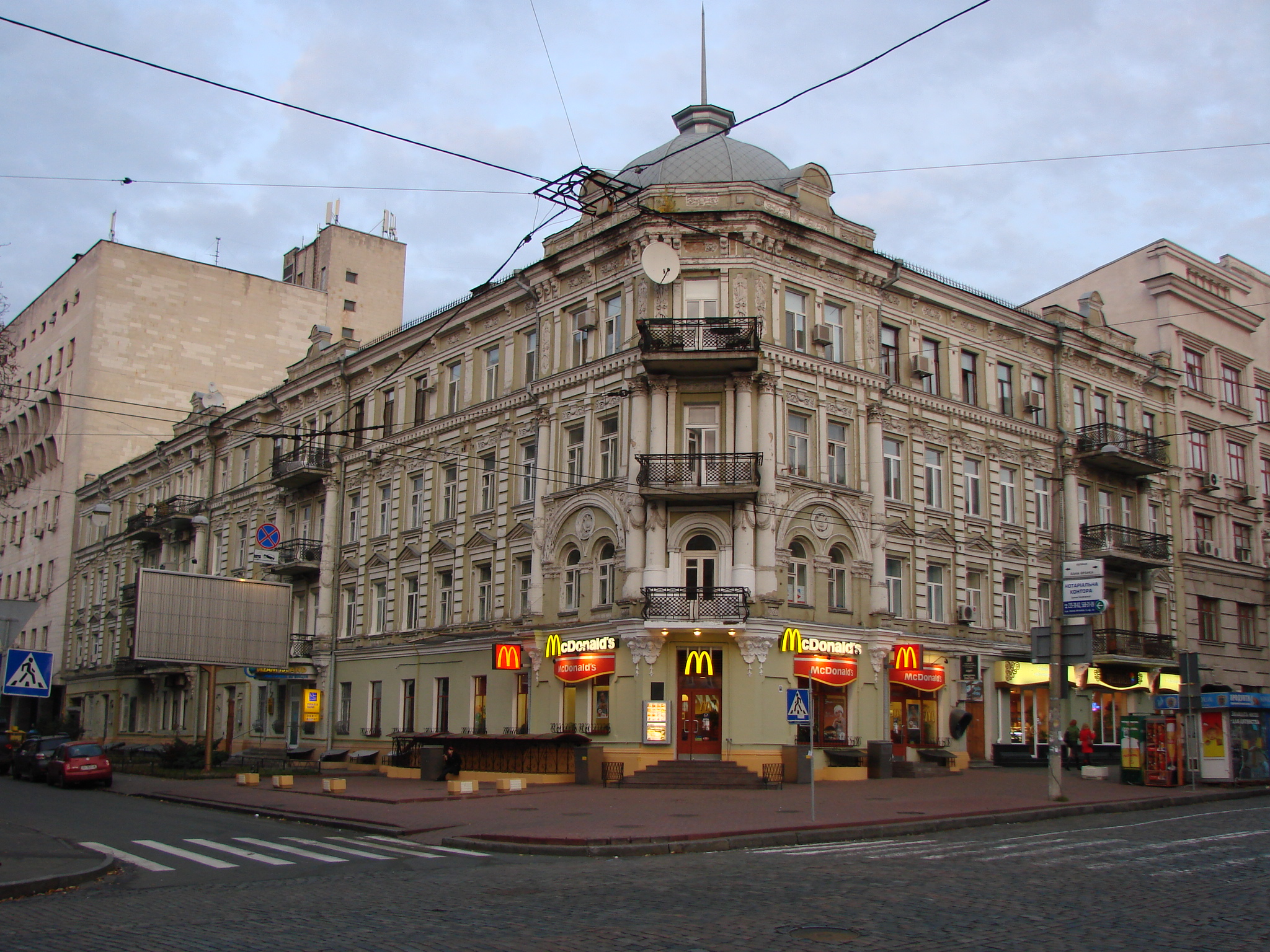
Прибутковий будинок по вул. Богдана Хмельницького № 40/25

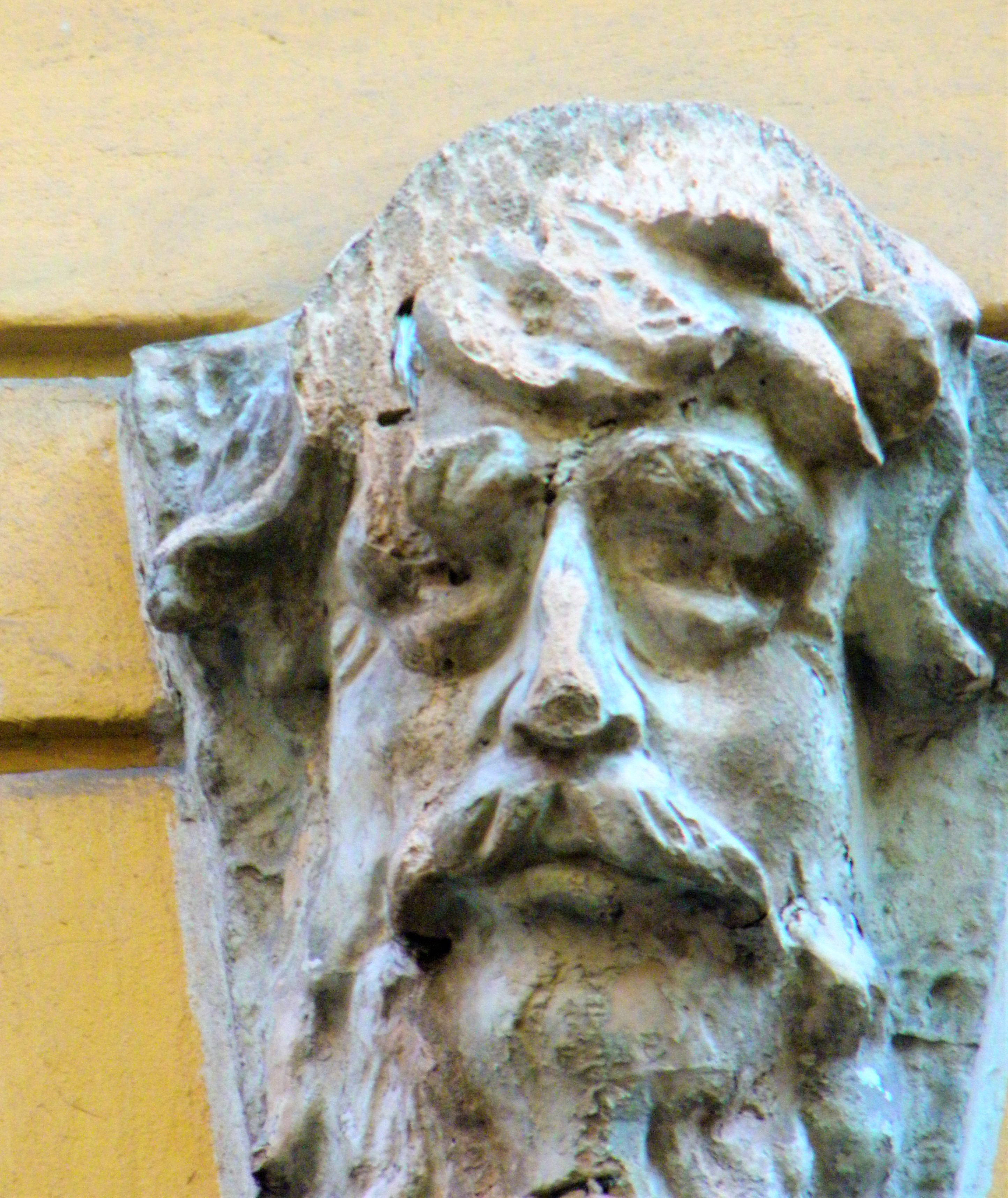
Маскарон будинку. Вул. Станіславського № 3

Професійну освіту здобув в Інституті цивільних інженерів.
Спорудив в Києві за приватними замовленнями низку будинків, що використовувались як прибуткові:
- Вул. Станіславського № 3, (1909—1914) року

- Будинок по вул. Тургенєвській № 20 (1899);
- Пожежна частина Вільного пожежного товариства на вул. Бульварно-Кудрявській № 20/1 (1899—1900 рр., не зберігся),
- Будинок по вул. Рейтарській № 3/6 (1900);
- Будинок купчихи М. Поштар по вул. Архітектора Городецького № 10/1 (5 поверхів, 1900);
- Будинок О. Дорожинської по вул. В'ячеслава Липинського № 8 (1900);
- Будинок округу шляхів сполучення на вул. Тарасівській № 6 (1900—1903);
- Прибутковий будинок на вул. Ольгинській № 2/1 (кін. XIX — поч. XX ст.);
- Будинок М. Самонова по вул. Богдана Хмельницького № 30/10 (1901);
- Будинок В. Мартоса по вул. Богдана Хмельницького № 40/25 (1900—1901).
- Будинок по вул. Ярославів Вал, 14б в складі садиби Л. Родзянко (з 1988 року в одній з квартир будинку розміщується театру «Сузір'я»);
- Пайовий будинок по вул. Малій Житомирській № 5 (1911);
- Прибутковий будинок на вул. Бульварно-Кудрявській № 43 (1911).

## Ймовірне авторство
Серед переліку споруджених будинків, складених митцем, є багато таких, проекти яких не збереглися:
- Прибутковий будинок Ващенка на вул. Несторівській (тепер Івана Франка) № 5 (1899—1901 рр.),
- Прибутковий будинок Берлінера на вул. Львівській (тепер Січових Стрільців) № 84 (1900-і рр.),
- Бдинок на вул. Малій Житомирській № 5 (1910—1911 рр.),
- Прибутковий будинок Просяниченка на вул. Предславинській № 24 (1910-і рр.),
- Пайовий будинок на Левандовській вулиці № 5 (1911 р.),

## Адреси у Києві
- вулиця Велика Підвальна (тепер Ярославів Вал) № 28 (1899—1910),
- вулиця Маловолодимирська (тепер Олеся Гончара) № 27/24 (1910—1914).